# Sieglarer Mühle

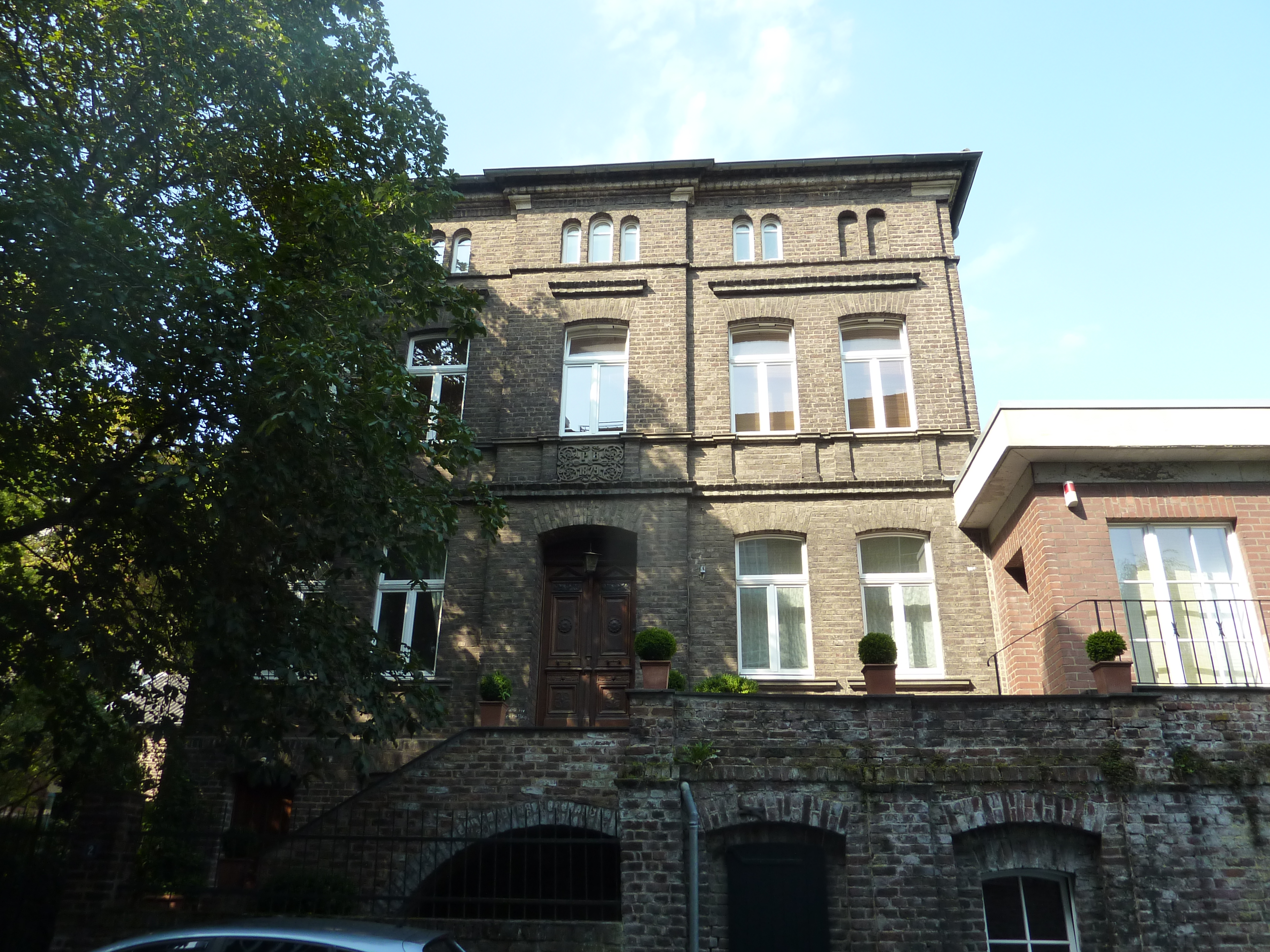
Sieglarer Mühle

Die Sieglarer Mühle ist eine ehemalige Wassermühle in der Ortschaft Sieglar von Troisdorf im Rhein-Sieg-Kreis in Nordrhein-Westfalen.

## Geschichte
Die Ursprünge der Sieglarer Mühle gehen auf das Jahr 1181 zurück. Damals zählte sie zusammen mit dem Sieglarer Schirmhof zu den Gütern der Siegburger Abtei St. Michael. Im Zuge der Säkularisation wurden kirchliche Güter durch den Hauptschluss der außerordentlichen Reichsdeputation eingezogen. Damit gelangten auch die abteilichen Güter von St. Michael in den Besitz der staatlichen Domäne.
1825 kaufte Johann Wilhelm Windgassen die Sieglarer Mühle mitsamt dem Mühlengraben. Er beabsichtigte ursprünglich, an dieser Stelle eine Eisenhütte zu bauen. Die Mühle sollte hierfür die Energie liefern. Dieser Plan wurde jedoch verworfen. Stattdessen entstand später die heutige Friedrich Wilhelms-Hütte unmittelbar hinter dem Deich der Agger.
Der heutige Mühlenkomplex stammt im Wesentlichen von Peter Bouserath aus dem Jahre 1879. Dieser ließ auch ein Herrenhaus mit Geräteschuppen und Stallungen errichten. Von 1919 bis 1986 befand sich die Mühle drei Generationen lang im Besitz der Familie Schlimgen, bis schließlich 1986 der Mahlbetrieb eingestellt wurde. Danach wurden das Mahlwerk, das Silo, die Ölmühle und die Remise zu Wohnzwecken umgestaltet.

## Beschreibung
Der gesamte Mühlenbereich umfasst heute das Wohnhaus des Müllers von 1879 mit Remisen und Stallungen sowie das gegenüberliegende Mahlgebäude. Es ist ein fünfgeschossiger Backsteinbau zu sechs Achsen mit Lisenengliederung. 1937 wurde das Gebäude nach Westen verlängert. Nach dem Krieg wurde der mittlere Teil dreigeschossig aufgestockt und ein Silo angebaut.
Das Erdgeschoss des Mahlgebäudes beherbergte die Transmissionsräder. Darüber befinden sich der Walzenboden, der Rohrboden, der Putzboden und der Sichtboden, in denen die verschiedenen Produktionsstufen abliefen. Nicht erhalten geblieben sind die Produktionswerkzeuge. Die Turbine steht in einem östlich gelegenen Nebengebäude. In einem zum Mühlengraben hin gelegenen Vorbau wurde Steinmetz-Mehl hergestellt.
Im Laufe der Sieglarer Mühlengeschichte diente der Mühlengraben als Energieträger für den Mühlenbetrieb und gleichzeitig auch als Wasserspender für die Sieglarer Gerber. Auch als Viehtränke für die Landwirtschaft und zur Bewässerung von Kleingärten wurde er genutzt.

## Denkmalschutz
Die Sieglarer Mühle ist unter der Nummer 237 in der Liste der Baudenkmäler in Troisdorf verzeichnet.